# Нюрнберг (бронепалубен крайцер, 1906)
Нюрнберг (на немски: SMS Nürnberg) е немски бронепалубен крайцер от типа „Кьонигсберг“, участник в Първата световна война. Потопен във Фолкландския бой.

## Конструкция
„Нюрнберг“ е поръчан като „ерзац Blitz“ и е заложен в Императорската корабостроителница в Кил на 26 януари 1906 г. По време на спускането на вода на 28 август 1906 г. кметът на град Нюрнберг, кръщава кораба с името „Нюрнберг“, след това започва дострояването му. Той е въведен в експлоатация на 10 април 1908 г. Корабът е 116,8 m дълъг по водолинията и с максимална дължина от 117,4 m, широк 13,3 m и с газене 5,24 m, с пълна водоизместимост 3902 t. Силовата установка на първите три кораба е от две 3-цилиндрови парни машини с тройно разширение и единадесет парни котли система Шулц-Торникрофт. Като гориво за котлите се използват въглища. На изпитанията развива максимална скорост от 23,4 възела.
Далечината му на плаване е 4120 морски мили на ход 12 възела.

### Въоръжение
Главният калибър се състои от десет 105-mm скорострелни оръдия система SK L/40 на единични лафети. По две оръдия са разположени на носа и на кърмата, оставащите шест са по три на всеки борд. Общият боекомплект са 1500 изстрела, по 150 на оръдие. Оръдията са с прицелна далечина на стрелбата 12 200 m. Корабът носи и десет 52-mm L/55 оръдия с общ боезапас 4000 изстрела. Крайцерите имат и два 450 mm траверсни подводни торпедни апарата с общ боезапас от пет торпеда.

## История на службата

### Първи години
Първи командир на кораба е капитан Георг Шур, който провежда изпитанията на кораба. От 27 октомври 1907 до 19 януари 1908 под ръководството на Шур се правят изпитанията на турбините на „Щетин“, а от 1 февруари до 9 април 1908 на „Щутгарт“. От 11 юли 1908 корабът за 20 месеца е законсервиран поради липса на моряци, а да се изпраща съда на дълъг път в Атлантика или Индийския океан е много рисковано. „Щутгарт“ аналогично е законсервиран след 10 месеца.

### в Източно-Азиатската крайцерска ескадра
На 1 февруари 1910 г. „Нюрнберг“ се връща в строй, в състава на Източно-Азиатската крайцерска ескадра вместо стария крайцер „Аркона“, на 14 февруари напуска Вилхелмсхафен, в началото на март в Порт Саид се среща с „Аркона“ и попълва личния състав на екипажа с моряците на този крайцер. На 5 април пристига в Сингапур, а след това в базата на ескадрата в Циндао. В първия си голям поход излиза на 20 юни при поддръжката на крайцерите „Шарнхорст“ през Сайпан, островите Чуук, Понпеи в Самоа, където „Нюрнберг“ се среща на 19 юли с крайцерите „Корморан“, „Кондор“ и флагманския кораб „Емден“, които се завръщат от Южна Америка и планират пристигане на 22 юли обратно в базата за планов ремонт. Флагманският крайцер с двата леки крайцера пристига в град Фридрих-Вилхелмсхафен (дн. Маданг, провинция Маданг – Папуа Нова Гвинея), където започва ремонта. „Нюрнберг“ напуска пристанището, след като туземците убиват няколко моряка от екипажа му. Помага на кораба „Планета“, съпровождайки го от 9 септември до 24 септември през Зондския пролив към Сингапур за ремонт. По-късно влиза в състава на крайцерска ескадра начело с „Лайпциг“, през 1911 г. съпровожда флагманския крайцер „Гнейзенау“, а по-късно конвой от четири канонерски лодки от типа „Илтис“, три речни канонерки и два разрушителя: „Таку“ и „S-90“.
В следващия поход „Нюрнберг“, заедно с „Емден“ и „Корморан“, участва в подавянето на Сокехското въстание в началото на 1911 г. Есента на същата година започват вълнения в Китай, но още май и юни „Нюрнберг“ посещава китайското крайбрежие, преминавайки през делтата на Яндзъ към град Ухан. В края на 1912 г. корабът застава на планов ремонт.
На 16 октомври 1913 г. корабът се насочва от Йокохама към Мексико, заради избухналите там безредици, в хода на които са застрашени немски граждани. На 8 ноември „Нюрнберг“ пристига в първото мексиканско пристанище – Ла Пас, а след това към Масатлан, където е основната немска база. Крайцерът участва в съпровождението на английските шлюпове „Алжерин“, „Шируотер“, американските броненосни крайцери „Питсбърг“, „Калифорния“, „Мериленд“ и леките крайцери „Ню Орлиънс“, „Олбъни“ и „Рейли“, а от 25 декември и японския кораб „Изумо“.
На 20 април напрежението между САЩ и Мексико достига връх и „Нюрнберг“ започва да приема на борда си чужди граждани от неутрални държави. В края на май 1914 г. той се насочва по маршрута Акапулко – Салина Крус – Панама за попълване на личния състав и припаси. На 7 юли се среща с „Лайпциг“ в Масатлан, на борда на който са предадени всички цивилни. На 14 юли той се насочва към Сан Франциско, където пристига на 18 юли за ремонт. Плановете след това са през Хонолулу да се насочи към Апия, за да се срещне там с „Шарнхорст“ и „Гнейзенау“. Започналата в Европа война трябвало да промени плановете на екипажа и да се насочи кораба към Източно-Азиатското крайбрежие, но корабът остава в Понапе до 6 август 1914 г.

### Първа световна война
Малко преди началото на Първата световна война броненосните крайцери „Шарнхорст“ и „Гнейзенау“ тръгват на плаване към немските колонии в южната част на Тихия океан. Маршрутът изначално преминава през Германска Нова Гвинея и Германско Самоа. В Понапе започва мобилизация на местните жители, които изявяват желание да отидат на фронта. Вицеадмирал Максимилиан фон Шпее събира своята ескадра на 11 август на острова на Езичниците (Мариански острови). След военен съвет вицеадмиралът заповядва корабите, базирани на Маршаловите острови, Самоа, Таити и остров Пасха да се съберат и да се насочат незабавно към бреговете на Чили. От 22 август до 8 септември 1914 г. „Нюрнберг“ пътува към Хонолулу, за да събере всички припаси, а след това да затвори търговските пътища между Канада и Австралия, за да попречи на британците да попълват своите сухопътни войски с доброволци от Австралия и да пресече доставките на суровини от Америка (първото нападение на британски конвой е осъщестено близо до Папеете, което кара британците да започнат да охраняват конвоите си в Тихия океан).
До чилийския бряг корабите се срещат на 1 ноември 1914 г. и приемат недалеч от пристанището на Коронел бой против британска ескадра крайцери под командването на контраадмирал Кристофър Крадък. Немците удържат победа и унищожават броненосните крайцери „Монмът“ и „Гуд Хоуп“. Самият „Нюрнберг“ не участва в боя, но около 21:00 неговият екипаж открива изостаналия крайцер „Монмът“. Британците отказват да се предадат и екипажът на „Нюрнберг“ открива огън по повредения кораб, за да го довърши окончателно.
От 3 ноември до 4 ноември „Нюрнберг“, „Шарнхорст“ и „Гнейзенау“ са във Валпараисо, попълвайки запасите си от въглища. Немските кораби „Лайпциг“ и „Дрезден“ са до остров Мас-и-Фуера, защото в пристанищата на Чили, според международното морско законодателство от онези години, е забранено да има повече от три кораба на воюващи страни. На 15 ноември ескадрата заедно със спомагателните кораби „Амазис“, „Баден“ и „Санта Изабел“ се насочва към нос Хорн: Шпее разбира, че британците са изпратили свои кораби за прехващане на неговата ескадра, и решава да достигне Германия на всяка цена. Това е много тежък поход: от 21 ноември до 26 ноември корабите се крият в залива Сан Куентин, където за тях е подготвена импровизирана база. „Зайдлиц“ към 20 октомври пренася от Валпараисо 4150 t въглища, питейна вода, продоволствие и други запаси. В течение на месец 2000 t въглища отиват за „Дрезден“, а на плитчина насочват парахода „Рамзес“. Също пристигат съдовете „Мемфис“ и „Луксор“ с 6000 t въглища, които също се налага да поставят на плитчините. Възстановяването върви бавно, защото не всички кораби са поправени след боя при Коронел.
След преминаването на нос Хорн, корабите правят още едно сприране близо до остров Пиктън от 2 декември до 6 декември, за да дозаредят на „Дрезден“ повече въглища. Докато тече товаренето, корабите се укриват в залива на Ла Плата. Скоро след това те пленяват британския съд „Драмуир“ с 2800 t въглища, които също трябвало да бъдат прехвърлени. Шпее на военен съвет от 6 декември дава заповед: да се вземе курс към Фолкландските острови, да се разруши там радиостанцията, въглищните кариери и да се плени губернаторът. Макар началник щаба капитан цур зее (капитан 1-ви ранг) Филис и капитанът на „Нюрнберг“ капитан цур зее фон Шьонберг да подкрепят решението, против атаката са командирите на: „Гнейзенау“ капитан цур зее Меркер, капитанът на „Дрезден“ капитан цур зее Людек и капитанът на „Лайпциг“ фрегатенкапитан (капитан 2-ри ранг) Хаун. Както се оказва, англичаните успяват да заблудят немците с лъжливо радиосъобщение за отпътуване на британската ескадра към Южна Африка.

### Гибелта на кораба
В нощта на 7 декември срещу 8 декември 1914 вицеадмирал Шпее започва атаката на базата Порт Стенли. „Нюрнберг“ и „Гнейзенау“ са изтеглени напред за разузнаване, където ги очаквала неприятна изненада: капитаните виждат в пристанището на Порт Стенли мачти и комини, което означавало, че британците са заблудили немците със своите радиопреговори. Виждайки два тежки крайцера, двата немски съда обръщат назад. Шпее се опитва да отстъпи колкото се може по на изток, но адмирал Фредерик Довтън Стърди започва преследване: линейният крайцер „Инфлексибъл“, крайцерите „Корнуол“, „Кент“ и „Карнарвон“, а също леките крайцери „Глазгоу“ и „Бристъл“ се устремяват след немците. В 12:00 те открват огън по немците, в 13:20 Максимилиан фон Шпее дава сигнал за изтегляне на леките кораби на юг, а сам тръгва към тежките крайцери на противника. Британските кораби, които стрелят със снаряди калибър над 300 mm, лесно разгромяват немската ескадра. „Нюрнберг“ опитва да избяга на югоизток, но в 18:30 от огъня на „Кент“ потъва. 327 души от екипажа загиват, само 7 са спасени. Избягва гибел битката само „Дрезден“.

## Капитани на кораба
- Фрегатенкапитен Георг Шур (10 април – 11 юли 1908 г.)
- Корветен (Капитан 3-ти ранг)-/Фрегатенкапитен Карл Тегерт (1 февруари 1910 – ноември 1911 г.)
- Фрегатенкапитен/капитен цур зее Херман Мерсбергер (ноември 1911 – 19 декември 1913 г.)
- Фрегатенкапитен/капитен цур зее Карл фон Шенберг (20 декември 1913 – 8 декември 1914 г.)

## Коментари
1. ↑  Префиксът „SMS“ е от на немски: Seiner Majestat Schiff (Кораб на Негово Величество).
2. ↑  Според немската класификация те се обозначават като малки крайцери (на немски: Kleiner Kreuzer).
3. ↑  Германските кораби при началото на тяхното строителство получават временни имена. За новите кораби се избират букви. Тези кораби, които трябва да заменят стари или загубени кораби получават приставката „Ерзац“ пред името на заменяемия кораб.
4. ↑  Съгласно номенклатурата на артилерията на флота на Германската империя „SK“ (Schnelladekanone) означава „скорострелно оръдие“, а L/40 означава сравнителната дължина на оръдието в калибри. В дадения случай L/40 означава, че дължината на оръдието съставлява 40 негови калибра (105 × 40).